# Rue Pelouze
La rue Pelouze est une voie du 8e arrondissement de Paris. 

## Situation et accès

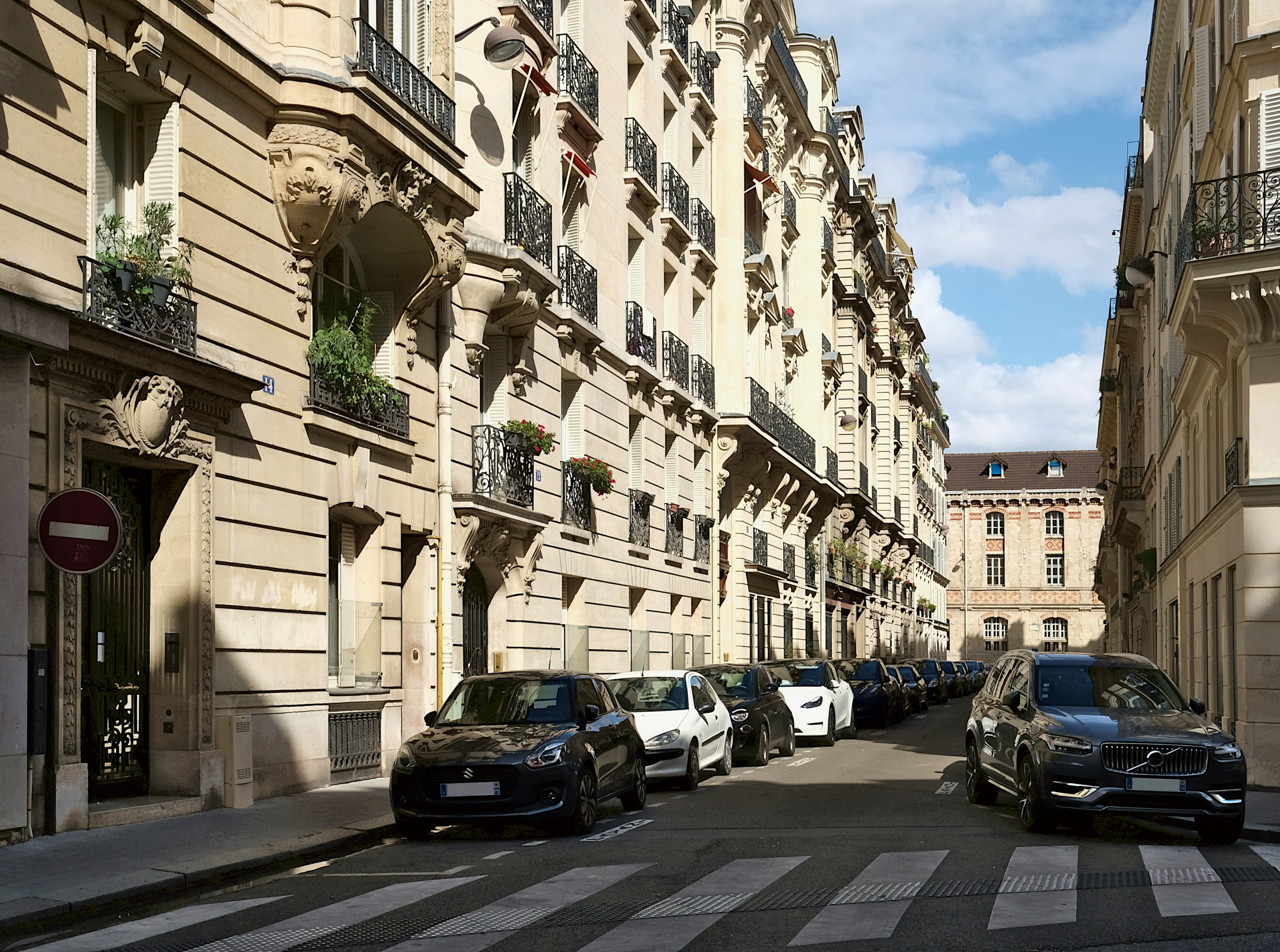
La rue vue depuis la rue de Constantinople.

Elle commence au 11, rue Andrieux et se termine rue de Constantinople.

## Origine du nom
Elle a reçu sa dénomination en l'honneur du chimiste Théophile-Jules Pelouze (1807-1867).

## Historique
Cette voie ouverte par un décret du 3 février 1873 prend sa dénomination actuelle par un décret du 10 février 1875.

## Bâtiments remarquables et lieux de mémoire
- No 5 : intéressant hôtel particulier avec atelier d'artiste, malheureusement surélevé. En 1885, l'artiste peintre Octave de Champeaux (1837-1903), y demeurait[1]. Habité par Pierre Lagarde (1853-1910), artiste peintre et l'un des directeurs de l'Opéra de Paris (en 1910)[2]. L'écrivain Gonzague Saint Bris y vécut ; une plaque lui rend hommage. C'est dans cet appartement qu'en 2012 Cyril de La Patellière fit son buste.
- No 7 : le célèbre avocat pénaliste Henri Géraud (1872-1962) y eut son domicile de 1896 à sa mort[3].
- No 9 : domicile, en 1894, du sculpteur Clément-Léopold Steiner[4], membre de la Société des artistes français. Atelier au quatrième et dernier étage.
- No 10 : Jean-Baptiste Pancrazi, membre de la bande à Bonnot, y a demeuré[5]

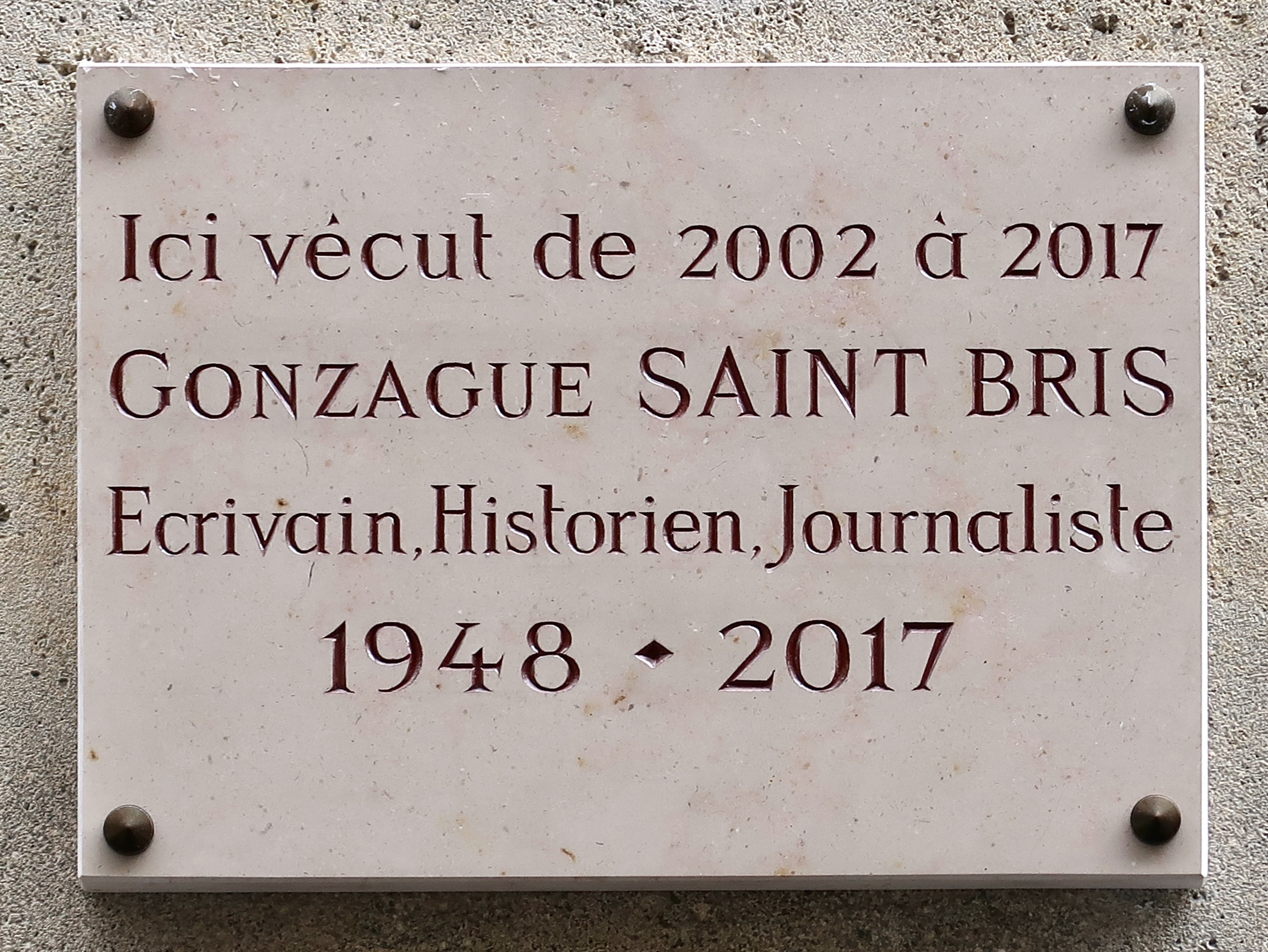
Plaque au no 5.